# Le Livre de saphir
Le Livre de saphir est un roman de Gilbert Sinoué publié le 3 janvier 1996 aux éditions Denoël et ayant reçu le prix des Libraires la même année.

## Résumé
L’intrigue se déroule en 1487, au cours d'un voyage à travers la péninsule espagnole, qui mène les personnages de Huelva à Grenade en passant par Jerez de los Caballeros, Cáceres, Salamanque, Burgos, Teruel et Caravaca. Ce livre raconte le voyage du juif rabbi Samuel Ezra, du musulman Ibn Sarrag, du moine Rafael Vargas, et de Manuela Vivero, une proche de la reine Isabelle la Catholique. Ensemble, ils cherchent le Livre de saphir grâce aux différents indices mineurs et majeurs fournis par le Juif Aben Baruel, mort sur un bûcher de Tolède le 28 avril 1487. Ces textes sont des énigmes à résoudre pour trouver le livre, qui apportera la preuve de l'existence de Dieu.

## Éditions
- Le Livre de saphir, éditions Denoël, 1996,  (ISBN 2207240800)